# L'ora del delitto
L'ora del delitto (Strange Intruder) è un film del 1956 diretto da Irving Rapper